# Ilkka Kanerva
Ilkka Armas Mikael Kanerva (Lokalahti, ara part d'Uusikaupunki, 28 de gener de 1948 – 14 d'abril de 2022) fou un polític finlandès, que exercí de Ministre d'Afers Exteriors entre 2007 i 2008.